# BT.601
La raccomandazione ITU-R BT.601, comunemente conosciuta con le abbreviazioni Rec. 601 o BT.601 o anche, molto comunemente, con il suo nome precedente, CCIR 601, è uno standard per la codifica di segnali video analogici interlacciati in forma digitale pubblicato dalla CCIR (Comité consultatif international pour la radio, ora ITU-R) per la prima volta nel 1982.
Lo standard include metodi per la codifica di segnali a 525 linee e 60 Hz (NTSC 480i60) e 625 linee e 50 Hz (PAL 576i50), con 720 campioni per linea di luminanza e 360 di crominanza. Lo schema di codifica dei colori è noto come YCbCr 4:2:2. Per una coppia di pixel, i dati sono immagazzinati nell'ordine Y1:Y2:Cb:Cr, con i campioni di crominanza insieme al primo campione di luminanza.
La raccomandazione è stata revisionata varie volte nella sua storia. La settima (e al momento l'ultima) versione di Rec. 601 è stata formalmente pubblicata nel 2011.
I formati video di Rec. 601 possono essere trattati come segnali analogici a componenti codificati in digitale, e includono di conseguenza dati per la sincronizzazione orizzontale e verticale e gli intervalli di ritorno relativi. Indipendentemente dalla cadenza di ripresa, la frequenza di campionamento della luminanza è di 13,5 MHz. La quantizzazione della luminanza è di almeno 8 bit, e almeno 4 bit per ciascun canale di crominanza.
La prima versione di Rec. 601 definiva solo un'interfaccia parallela, ma le versioni successive hanno introdotto la famiglia di protocolli seriali nota come SDI oggi di vastissimo impiego. Il protocollo seriale a 8 bit (216 Mbit/s) era un tempo usato nei videoregistratori digitali D1: gli standard moderni usano una tabella di codifica per estendere la quantizzazione a 9 o 10 bit per migliorare le prestazioni su linee di trasmissione lunghe. La versione più comune del protocollo è di gran lunga la SDI a 10 bit (standardizzata in seguito come SMPTE 259M), di impiego pressoché universale in ambito professionale. Questo formato, impiegato in origine nei videoregistratori D5, ha un data rate di 270 Mbit/s. Nelle applicazioni in 16:9 si usa talvolta una variante a 360 Mbit/s.
Esiste una versione a 8 bit che trasmette solo i dati del video attivo, con un bitrate ridotto a 165.9 Mbit/s.
In ogni campione a 8 bit, il valore 16 è usato per il nero e il 235 per il bianco, permettendo così una certa tolleranza alla sovra e sottoesposizione. I valori 0 e 255 sono utilizzati per la codifica dei sincronismi. I valori Cb e Cr usano il valore 128 per codificare un valore 0, come un'area bianca, grigia o nera.
I formati video della raccomandazione sono stati riutilizzati in numerosi standard, come l'MPEG.